# 소프트웨어 에이전트
소프트웨어 에이전트(software agent)는 컴퓨터 과학에서 대행사(agency) 관계에 있는 사용자 또는 다른 프로그램을 대신하여 작동하는 컴퓨터 프로그램이다.
에이전트(agent)라는 용어는 라틴어 agere(to do), 즉 자신을 대신하여 행동하겠다는 합의에서 파생되었다. 이러한 "대신한 조치"는 어떤 조치가 적절한지 결정할 수 있는 권한을 의미한다. 일부 에이전트는 로봇에서 구어적으로 봇으로 알려져 있다. 실행이 로봇 본체와 짝을 이루는 경우처럼 구현될 수도 있고, 모바일 장치와 같은 컴퓨터에서 실행되는 챗봇과 같은 소프트웨어로 구현될 수도 있다. 시리. 소프트웨어 에이전트는 자율적이거나 다른 에이전트나 사람들과 함께 작업할 수 있다. 사람과 상호작용하는 소프트웨어 에이전트(예: 챗봇, 인간-로봇 상호작용 환경)는 자연어 이해, 음성, 성격 등 인간과 유사한 특성을 보유하거나 인간형 형태를 구현할 수 있다(ASIMO 문서 참고).
관련 및 파생된 개념에는 지능형 에이전트(특히 추론과 같은 인공 지능의 일부 측면을 나타냄), 자율 에이전트(목적 달성 방법을 수정할 수 있음), 분산 에이전트(물리적으로 별개의 컴퓨터에서 실행됨), 다중 에이전트 시스템(단일 에이전트가 단독으로 수행할 수 없는 목표를 달성하기 위해 함께 작동하는 분산 에이전트) 및 모바일 에이전트(실행을 다른 프로세서에 재배치할 수 있는 에이전트)가 포함된다.

## 같이 보기
- 챗봇
- 데이터 유출 방지
- 엔드포인트 위협탐지 및 대응